# BioWare
BioWare ist ein kanadisches Spieleentwicklungsunternehmen. Es gehört seit 2007 zum US-amerikanischen Spielepublisher Electronic Arts.

## Geschichte

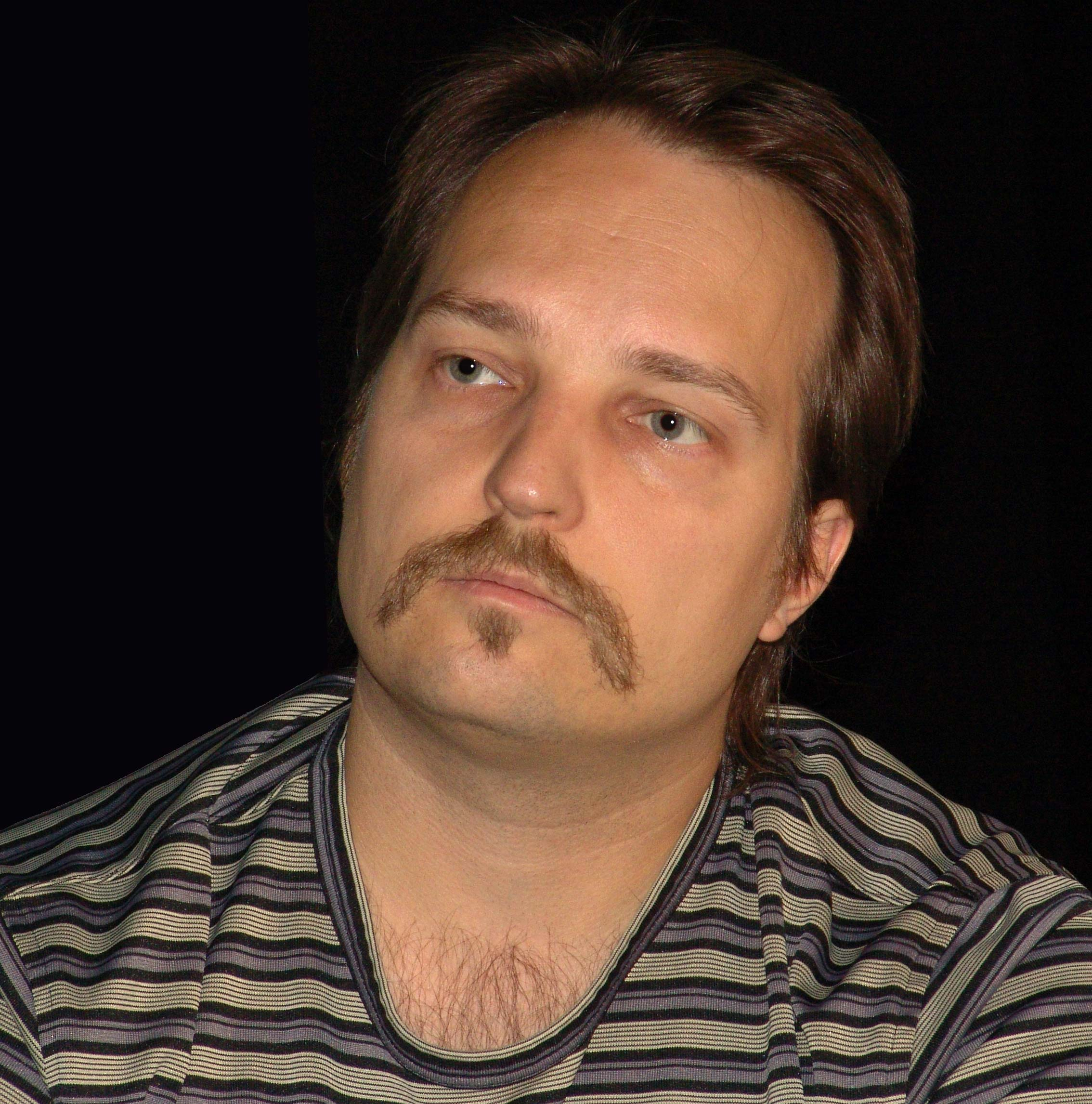
Mitgründer Greg Zeschuk

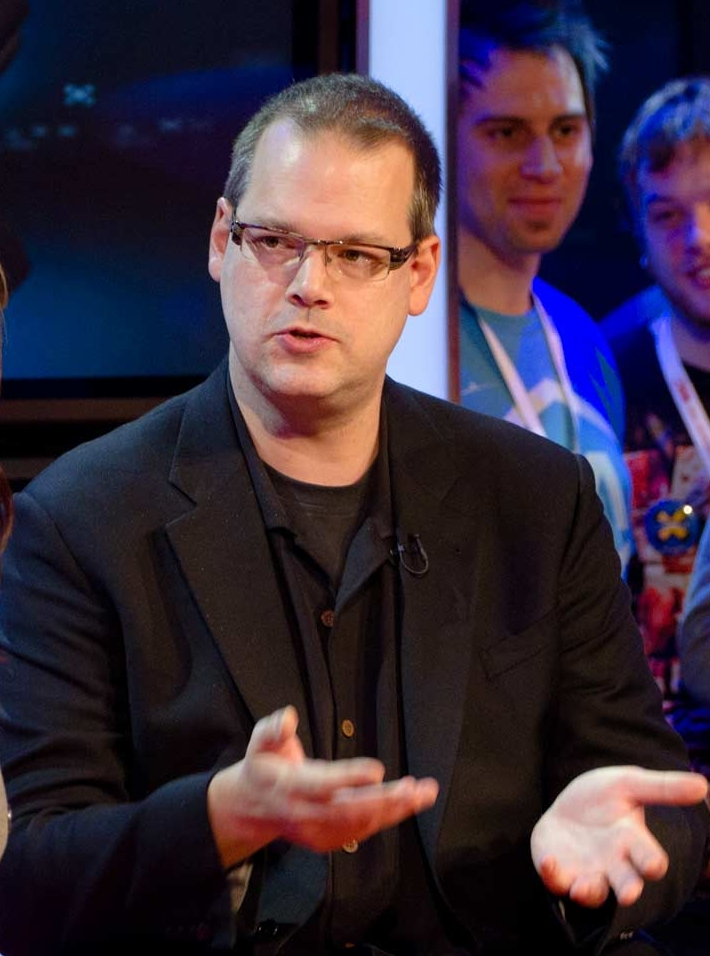
Mitgründer Ray Muzyka

Das Unternehmen wurde im Februar 1995 von Ray Muzyka, Greg Zeschuk und Augustine Yip im kanadischen Edmonton gegründet. Der Name des Studios ist eine Anspielung sowohl auf das abgeschlossene Medizinstudium aller drei Gründer als auch auf das Ziel des Unternehmens, Software für Menschen zu entwickeln. Zu Beginn entwickelte das Unternehmen medizinische Unterrichtssoftware für die University of Alberta, alle Gründer waren zudem nebenher als Ärzte tätig. Das erste Produkt des Unternehmens war das Programm Gastroenterology Patient Simulator, ein Programm um Medizinstudenten die Diagnose und Behandlung von Magen-Darm-Erkrankungen beizubringen. Schließlich wandte sich das Unternehmen der Spieleentwicklung zu und veröffentlichte 1996 über Interplay Entertainment das Erstlingswerk Shattered Steel. Interplay verfügte zu diesem Zeitpunkt über eine Lizenz zum Erstellen von Computerspielen, die auf dem Dungeons-&-Dragons-Universum der Firma Tactical Studies Rules basieren, und suchte nach einem Entwicklungsstudio für die Produktion eines entsprechenden Spiels. Ein freischaffender Programmierer (und späterer BioWare-Angestellter) namens Scott Greig hatte eine Spiel-Engine für Rollenspiele und einen darauf basierendes Prototyp-Spiel namens Battleground: Infinity entwickelt, auf deren Basis BioWare die Infinity-Engine entwickelte, die zur Entwicklung von Rollenspielen auf Basis der Dungeons-&-Dragons-Regeln diente. Yip verließ 1997 das Unternehmen und wandte sich wieder der Medizin zu.
BioWare selbst gibt an, die „besten erzählenden Spiele der Welt […]“ bieten zu wollen.
In einer 300-Millionen-Dollar-Fusion ging BioWare Ende 2005 mit dem amerikanischen Entwickler Pandemic Studios eine Partnerschaft ein. Mit Kapital der Kapitalbeteiligungsgesellschaft Elevation Partners wurde die VG Holding Corp gegründet, zu deren Tochterunternehmen Pandemic und Bioware wurden. Zwei Jahre später, im Oktober 2007, wurde bekanntgegeben, dass Publisher Electronic Arts die VG Holding Corp – und damit Pandemic und Bioware – für den Betrag von etwa 860 Millionen US-Dollar aufgekauft hat. Die Übernahme wurde im Januar 2008 abgeschlossen.
Gegenüber IGN gab Ray Muzyka im Mai 2008 an, dass BioWare verteilt auf BioWare Edmonton und BioWare Austin über 500 Mitarbeiter in sieben Teams beschäftige.
Im März 2009 gab BioWare die Gründung eines neuen Studios in Montreal bekannt. Im Juni kündigte EA eine Zusammenführung von BioWare und Mythic Entertainment (Fairfax, Virginia) zu einer RPG/MMO-Gruppe innerhalb des EA-Konzerns an. Die Leitung dieser Gruppe wurde BioWare-Gründer Ray Muzyka übertragen, Greg Zeschuk wurde zum Group Creative Officer ernannt. Gleichzeitig verließ Mythic-Gründer Mark Jacobs das Unternehmen, weshalb die Zusammenführung auch als eine Unterordnung des Mythic-Studios unter BioWare gewertet wurde. BioWare unterhielt unter dem Namen BioWare San Francisco im EA-Hauptsitz Redwood City ein Team für Spiele in sozialen Netzwerken (ehemals EA2D) und ein Team zur Betreuung der europäischen Community in Galway (Irland).
Am 1. Dezember 2011 übernahm Electronic Arts den Entwickler Klicknation, der darauf in BioWare Sacramento umbenannt wurde. Zusammen mit BioWare San Francisco gründete das neue Studio fortan den Bereich BioWare Social. Im Rahmen der Video Game Awards 2011 des Senders SpikeTV gab Mutterkonzern Electronic Arts am 10. Dezember 2011 bekannt, dass das EA-Entwicklungsstudio Victory Games in Los Angeles zukünftig unter dem Namen BioWare Victory an einer Fortsetzung des Titels Command & Conquer: Generäle arbeiten werde. BioWare fungiert seither zunehmend als eigenes Label innerhalb des Spielekonzerns.
Am 18. September 2012 gaben die beiden verbliebenen Gründer, Greg Zeschuk und Ray Muzyka, ihren Abschied aus dem Unternehmen bekannt. Am selben Tag wurde bekannt, dass BioWare Ireland zu EAs zentralem Kundenzentrum für Europa ausgebaut werde und daher künftig nicht mehr unter dem BioWare-Label operieren werde. Im November 2012 wurde bekannt, dass auch BioWare Mythic und BioWare Victory nicht mehr unter dem BioWare-Namen firmieren und in Mythic beziehungsweise Victory Games umbenannt wurden. Im März 2013 wurde zudem bekannt, dass BioWare San Francisco (ehemals EA2D) geschlossen wurde. Im Juni 2013 wurde schließlich auch BioWare Sacramento in EA Capital Games umbenannt.
Im September 2013 wurde Matthew Bromberg, bis dahin General Manager des Studios Austin, zum Group General Manager ernannt, der damit die Nachfolger der BioWare-Gründer Zeschuk und Muzyka antrat. Brombergs Nachfolger als General Manager Austin wurde Jeff Hickman, die Leitung des Studios blieb jedoch weiterhin in Brombergs Händen. Er erhielt damit außerdem die Kontrolle über die kanadischen Studios in Edmonton und Montreal unter der Leitung des dortigen General Managers Aaryn Flynn sowie die Studios Victory Games und Waystone Games unter Jon Van Caneghem.
Im Juli 2017 wurde bekanntgegeben, dass das Entwicklerstudio in Montreal aufgelöst wurde und die Mitarbeiter seit dem Zeitpunkt bei EA Motive angestellt sind. Bioware Montreal entwickelte das Action-Rollenspiel Mass Effect: Andromeda, welches am 23. März 2017 veröffentlicht wurde. Bioware Montreal wurde wegen des gleichnamigen Titels und dessen technischer Probleme kritisiert.

### Entwicklungsstudios
- BioWare Edmonton, Gründungsstudio
- BioWare Austin (seit 2006)

Ehemalige Studios
- BioWare Mythic (ehemals Mythic Entertainment, eingegliedert 2009, ausgegliedert 2012)
- BioWare Ireland (gegründet 2011, ausgegliedert als EA Ireland 2012)
- BioWare Victory (Victory Games, eingegliedert 2011, ausgegliedert 2012)
- BioWare Sacramento (ehemals Klicknation, Übernahme und Eingliederung unter BioWare Social 2011, 2013 als EA Capital Games ausgegliedert)
- BioWare San Francisco (ehemals EA2D, eingegliedert unter BioWare Social 2011, geschlossen 2012)
- BioWare Montreal (2009–2017)[24]

### Technologien
Um die eigenen Spiele umzusetzen, entwickelte BioWare Grafik-Engines, die auch von anderen Studios lizenziert wurden:
- Aurora Engine (Neverwinter Nights; u. a. lizenziert für The Witcher)
- Eclipse Engine (Dragon Age: Origins)
- Infinity Engine (Baldur’s-Gate-Reihe; u. a. lizenziert für Planescape: Torment und die Icewind-Dale-Reihe)
- Lycium Engine[25] (Dragon Age 2)
- Odyssey Engine (Star Wars: Knights of the Old Republic)

## Spiele
- 1996: Shattered Steel
- 1998: Baldur’s Gate
- 1999: Baldur’s Gate: Die Legenden der Schwertküste
- 2000: MDK 2
- 2000: Baldur’s Gate II: Schatten von Amn
- 2001: MDK2: Armageddon
- 2001: Baldur’s Gate II: Thron des Bhaal
- 2002: Neverwinter Nights
- 2003: Neverwinter Nights: Schatten von Undernzit
- 2003: Star Wars: Knights of the Old Republic
- 2003: Neverwinter Nights: Die Horden des Unterreiches
- 2005: Jade Empire
- 2007: Mass Effect
- 2008: Sonic Chronicles: Die Dunkle Bruderschaft
- 2009: Dragon Age: Origins
- 2009: Mass Effect Galaxy
- 2010: Mass Effect 2
- 2010: Dragon Age: Origins – Awakening
- 2011: Dragon Age 2
- 2011: Star Wars: The Old Republic
- 2012: Mass Effect 3
- 2014: Dragon Age: Inquisition
- 2017: Mass Effect: Andromeda
- 2019: Anthem
- 2021: Mass Effect: Legendary Edition
- 2024: Dragon Age: The Veilguard